# 234e régiment d'infanterie

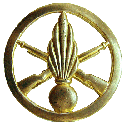
insigne de béret d'infanterie

Le 234e régiment d'infanterie (234e RI) est un régiment d'infanterie de l'Armée de terre française constitué en 1914 avec les bataillons de réserve du 34e régiment d'infanterie.
À la mobilisation, chaque régiment d'active créé un régiment de réserve dont le numéro est le sien plus 200.

## Création et différentes dénominations
- Août 1914 : 234e Régiment d'Infanterie

## Historique des garnisons, combats et batailles du234eRI

### Première Guerre mondiale

#### Affectation
Affectations : Casernement Mont-de-Marsan, 135e Brigade d'Infanterie, 18e Région, 2e Groupe de Réserve à la 68e Division d'Infanterie d'août 1914 à novembre 1918.

#### 1914
Bataille de Morhange, Lorraine...

#### 1915
Secteur de Toul...Secteur de Nancy...

#### 1916
Bataille de Verdun...Fort de Douaumont et Fort de Vaux...

#### 1917
Bataille du Chemin des Dames

#### 1918
Aisne...La Marne...

## Drapeau
Il porte, cousues en lettres d'or dans ses plis, les inscriptions suivantes :
- Verdun 1916
- Tardenois 1918
- Somme-Py 1918

## Décorations
Sa cravate est décorée de la Croix de guerre 1914-1918  avec deux citations à l'ordre de l'armée (deux palmes).

Il porte la Fourragère aux couleurs du ruban de la Croix de Guerre 1914-1918 décernée le 31 janvier 1919.

## Personnages célèbres ayant servi au234eRI
- Germain Cuzacq (1886-1916), y sert de 1914 à 1916.

## Sources et bibliographie
- Archives militaires du Château de Vincennes.
- À partir du Recueil d'historiques de l'Infanterie française (général Andolenko - Eurimprim 1969).